# VfL Duisburg-Süd
Der VfL Duisburg-Süd war ein Sportverein aus der Stadt Duisburg. Er bot die Sportarten Fußball, Gewichtheben, Leichtathletik sowie Breitensport an.

## Geschichte
Gegründet wurde der Verein 1920 als Turn- und Rasensportverein Duisburg-Hüttenheim (TURA). Später erfolgte eine Umbenennung in VfL Hüttenheim. In den Jahren von ca. 1940 bis 1945 gab es eine vorübergehende Namensänderung in Betriebssportgemeinschaft Mannesmann. Erst viele Jahre später bekam der Verein den Namen VfL Duisburg-Süd. Über Jahre hinweg gehörte der VfL zu den größten Duisburger Sportvereinen mit zeitweilig mehr als 1200 Mitgliedern. Im Jahre 2021 fusionierte der VfL Duisburg-Süd mit dem TuSpo Huckingen zum neu gegründeten Verein SG Duisburg-Süd.

## Persönlichkeiten
- Hans Biallas (1918–2009), deutscher Fußballspieler, Nationalspieler vor 1939
- Marcel Lenz (* 1991), deutscher Fußballtorwart, steht bei Rot-Weiss Essen unter Vertrag
- Rolf Milser (* 1951), deutscher Gewichtheber und Olympiasieger der Olympischen Sommerspiele 1984
- Nikolaus Schneider (* 1947), deutscher evangelischer Theologe, von 2010 bis 2014 EKD-Ratsvorsitzender, war Torhüter beim VfL Hüttenheim